# Echinoclathria minor
Echinoclathria minor är en svampdjursart som först beskrevs av Burton 1959.  Echinoclathria minor ingår i släktet Echinoclathria och familjen Microcionidae. Inga underarter finns listade i Catalogue of Life.